# The Astronaut Farmer
The Astronaut Farmer este un film american din 2006 regizat de Michael Polish. Rolurile principale au fost interpretate de actorii Billy Bob Thornton, Virginia Madsen și Max Thieriot. Se bazează vag pe povestirea „Racheta” de Ray Bradbury.

## Prezentare
Povestea se concentrează asupra unui fermier din Texas care încearcă să construiască o rachetă în hambarul său și să s-o lanseze în spațiul cosmic.

## Distribuție
- Billy Bob Thornton - Charles Farmer
- Virginia Madsen - Audrey "Audie" Farmer
- Max Thieriot - Shepard Farmer
- Jasper Polish - Stanley Farmer
- Logan Polish - Sunshine Farmer
- Bruce Willis  - Colonel Doug Masterson (nem.)
- Bruce Dern - Hal
- Mark Polish - FBI Agent Mathis
- Jon Gries  - FBI Agent Killbourne
- Tim Blake Nelson - Kevin Munchak
- Sal Lopez - Pepe Garcia
- J. K. Simmons - Jacobson
- Kiersten Warren - Phyllis
- Rick Overton - Arnold "Arnie" Millard
- Richard Edson - Chopper Miller
- Elise Eberle - Madison Roberts
- Julie White - Beth Goode
- Graham Beckel - Frank
- Marshall Bell - Judge Miller
- Kathleen Arc - Mrs. Harder

## Producție
Cheltuielile de producție s-au ridicat la 13 milioane $.